# Henning Jensen (labdarúgó)
Henning Jensen (Nørresundby, 1949. augusztus 17. – 2017. december 4.) válogatott dán labdarúgó, csatár.

## Pályafutása

### Klubcsapatban
1965 és 1972 között a Nørresundby BK csapatában kezdte a labdarúgást. 1972 és 1976 között a nyugatnémet Borussia Mönchengladbach, 1976 és 1979 között a Real Madrid, 1979 és 1981 között az Ajax játékosa volt. 1981-ben hazatért és két idényt az Aarhus csapatában szerepelt. 1984-ben a Nørresundby BK labdarúgójaként vonult vissza.

### A válogatottban
1972 és 1980 között 21 alkalommal szerepelt a dán válogatottban és kilenc gólt szerzett.

## Sikerei, díjai
Borussia Mönchengladbach
- Nyugatnémet bajnokság (Bundesliga)
  - bajnok (2): 1974–75, 1975–76
- Nyugatnémet kupa (DFB-Pokal)
  - győztes: 1973
- UEFA-kupa
  - győztes: 1974–75
  - döntős: 1972–73

 Real Madrid
- Spanyol bajnokság (La Liga)
  - bajnok: 1977–78, 1978–79

 Ajax
- Holland bajnokság (Eredivisie)
  - bajnok: 1979–80